# Роузвілл (Південна Кароліна)
Роузвілл (англ. Rowesville) — місто (англ. town) в США, в окрузі Оранджберг штату Південна Кароліна. Населення — 253 особи (2020).

## Географія
Роузвілл розташований за координатами 33°22′20″ пн. ш. 80°50′10″ зх. д. / 33.37222° пн. ш. 80.83611° зх. д. (33.372237, -80.836141).  За даними Бюро перепису населення США в 2010 році місто мало площу 2,15 км², уся площа — суходіл.

## Демографія
Згідно з переписом 2010 року, у місті мешкали 304 особи в 113 домогосподарствах у складі 85 родин. Густота населення становила 141 особа/км².  Було 135 помешкань (63/км²).
Расовий склад населення:
| - 57,6 % — чорних або афроамериканців - 39,8 % — білих - 0,7 % — корінних американців - 1,3 % — осіб інших рас |

До двох чи більше рас належало 0,7 %. Частка іспаномовних становила 1,3 % від усіх жителів.
За віковим діапазоном населення розподілялося таким чином: 22,4 % — особи молодші 18 років, 63,5 % — особи у віці 18—64 років, 14,1 % — особи у віці 65 років та старші. Медіана віку мешканця становила 40,0 року. На 100 осіб жіночої статі у місті припадало 100,0 чоловіків;  на 100 жінок у віці від 18 років та старших — 100,0 чоловіків також старших 18 років.
Середній дохід на одне домашнє господарство  становив 42 284 долари США (медіана — 35 536), а середній дохід на одну сім'ю — 37 896 доларів (медіана — 36 250). За межею бідності перебувало 27,9 % осіб, у тому числі 46,7 % дітей у віці до 18 років та 14,3 % осіб у віці 65 років та старших.
Цивільне працевлаштоване населення становило 114 осіб. Основні галузі зайнятості: освіта, охорона здоров'я та соціальна допомога — 41,2 %, виробництво — 21,1 %, мистецтво, розваги та відпочинок — 12,3 %, науковці, спеціалісти, менеджери — 9,6 %.